# Philogenia terraba
Philogenia terraba là loài chuồn chuồn trong họ Megapodagrionidae. Loài này được Calvert mô tả khoa học đầu tiên năm 1907.